# Okino.ua
oKino.ua — русскоязычный веб-сайт о кинематографе. Сайт работает с 2007 года. По состоянию на июнь 2018 года по данным ресурса «Alexa site info» больше всего посетителей сайта из России (26,3 %).

## Описание сайта
На сайте содержатся новости кино, расписание украинского кинопроката и еженедельные обзоры украинского бокс офиса. На основе рейтинга от пользователей ресурса формируется список «100 лучших фильмов oKino.ua». oKino.ua часто цитируют украинские СМИ.
В 2013 году у сайта появилось своё приложение для iPhone. До 2015 года сайт также создавал собственное многоголосое озвучивание на украинском для некоторых трейлеров.

## Посещаемость
По состоянию на июнь 2018 года, ежедневное количество неуникальных посетителей сайта составляло примерно 19 тыс. человек (согласно данным EasyCounter), ежемесячное количество неуникальных посетителей составляло примерно 560 тыс. человек и сайт был 4193-м самым посещаемым сайтом Украины (по данным SimilarWeb). Согласно данным Alexa по состоянию на июнь 2018 года, сайт был 3044-м самым посещаемым сайтом Украины.

## Комментарии
1. ↑  Интерфейс сайта на русском языке, но иногда появляются постеры и трейлеры на украинском
2. ↑  С момента запуска и до мая 2008 года сайт имел домен okino.org